# Hydrocotyle
Genre
Taxons de rang inférieur
- Voir le texte

Les hydrocotyles (Hydrocotyle) forment un genre de plantes à fleurs autrefois classées parmi les Apiaceae et maintenant dans la famille des Araliaceae. Ce sont des plantes aquatiques ou semi-aquatiques. Dans leur aire naturelle de répartition, les hydrocotyles sont des plantes très communes ,,.
Certaines espèces introduites hors de leur aire naturelle de répartition sont considérées comme localement invasives ; c'est le cas de l'hydrocotyle fausse-renoncule (Hydrocotyle ranunculoides), introduite d'Amérique du Nord en Europe occidentale, qui est en train de coloniser de manière très dense certaines portions de cours d'eau.

## Distribution
Les Hydrocotyles vivent en zone tropicale ou tempérée (selon les espèces).

## Description
Les feuilles se développent sur de longues tiges garnies de racines flottantes ou pouvant s’ancrer aux pieds d’une berge, sur un îlot…  Leur taille ainsi que la longueur de l'inter-nœuds, varie selon la profondeur et le gradient la luminosité.

Là où elle devient invasive, cette plante peut ainsi former d’épais tapis semi-flottant, bloquant la circulation des embarcations ou gênant la pêche, y compris dans les cours d’eau à courant très lents (anciens canaux par exemple), les mares et les lacs ou marais. Quelques espèces sont adaptées aux milieux sub-littoraux,.

## Feuilles
Simples, arrondies et à bords festonnés.
De petites feuilles rondes ou en forme de rein les accompagnent.

## Fleurs
En grappes, les fleurs sont simples et à sommet plat ou arrondi, à sépales indistinctes

## Fruits et reproduction
Les fruits sont elliptiques à ronds avec des crêtes minces.
La plante se reproduit par graine ou par croissance à partir des nœuds de tiges fragmentées

## Exemple d'espèces
Le genre Hydrocotyle a compté de 75 à 100 espèces,
Quelques espèces ont fait l'objet de cultures pour l'aquariophilie ou comme plantes ornementales de bassins. Liste d'espèces sélectionnées,,,,,,:
- Hydrocotyle abbreviata (ceb)
- Hydrocotyle abyssinica (sv)
- Hydrocotyle aconitifolia (ceb)
- Hydrocotyle acuminata (ceb)
- Hydrocotyle acutifolia (ceb)
- Hydrocotyle acutiloba (ceb)
- Hydrocotyle affinis (ceb)
- Hydrocotyle alata (ceb)
- Hydrocotyle alchemilloides (ceb)
- Hydrocotyle algida (ceb)
- Hydrocotyle alpestris (ceb)
- Hydrocotyle alpina (ceb)
- Hydrocotyle alsophila (ceb)
- Hydrocotyle ambiguum (sv)
- Hydrocotyle americana L. -- American marshpennywort
- Hydrocotyle amoena (ceb)
- Hydrocotyle andina (ceb)
- Hydrocotyle apiifolia (ceb)
- Hydrocotyle arbuscula (ceb)
- Hydrocotyle aristeguietae (ceb)
- Hydrocotyle artensis (ceb)
- Hydrocotyle asterias (ceb)
- Hydrocotyle barbarossa (ceb)
- Hydrocotyle batrachium Hance
- Hydrocotyle benguetensis (ceb) Elm.
- Hydrocotyle bidentata (sv)
- Hydrocotyle blepharocarpa (ceb)
- Hydrocotyle boliviana (ceb)
- Hydrocotyle bonariensis (en) Lam. -- largeleaf pennywort
- Hydrocotyle bonplandi (ceb)
- Hydrocotyle bowlesioides (ceb) Mathias & Constance — largeleaf marshpennywort
- Hydrocotyle bracteata (ceb)
- Hydrocotyle bradei (ceb)
- Hydrocotyle brittonii (ceb) Mathias
- Hydrocotyle bupleurifolia (ceb)
- Hydrocotyle burmanica (ceb)
- Hydrocotyle calcicola (ceb)
- Hydrocotyle callicarpa (ceb)
- Hydrocotyle callicephala (ceb)
- Hydrocotyle calliodus (ceb)
- Hydrocotyle candollei (sv)
- Hydrocotyle capensis (ceb)
- Hydrocotyle capillaris (ceb)
- Hydrocotyle capitata (ceb)
- Hydrocotyle centella (ceb)
- Hydrocotyle ceratocarpa (ceb)
- Hydrocotyle dichondroides Makino
- Hydrocotyle dielsiana
- Hydrocotyle heteromeria — waxweed
- Hydrocotyle hexagona (en)
- Hydrocotyle himalaica
- Hydrocotyle hirsuta Sw. -- yerba de clavo
- Hydrocotyle hitchcockii (en)
- Hydrocotyle hookeri
- Hydrocotyle javanica (en)  Thunb.
- Hydrocotyle keelungensis Liu, Chao & Chuang
- Hydrocotyle leucocephala Cham. & Schltdl. -- Brazilian pennywort
- Hydrocotyle mannii Hook.f.
- Hydrocotyle microphylla A.Cunn.
- Hydrocotyle moschata G. Forst. -- musky marshpennywort
- Hydrocotyle nepalensis Hook.
- Hydrocotyle novae-zelandiae DC.
- Hydrocotyle prolifera Kellogg — whorled marshpennywort
- Hydrocotyle pseudoconferta
- Hydrocotyle pusilla A. Rich. -- tropical marshpennywort
- Hydrocotyle ramiflora
- Hydrocotyle ranunculoides L. f. -- floating marshpennywort, floating marshpennywort, floating pennyroyal
- Hydrocotyle salwinica
- Hydrocotyle setulosa Hayata
- Hydrocotyle sibthorpioides (en) Lam. -- lawn marshpennywort
- Hydrocotyle tambalomaensis (en)
- Hydrocotyle tripartita (en)
- Hydrocotyle umbellata L. -- manyflower marshpennywort, umbrella pennyroyal
- Hydrocotyle verticillata (en) Thunb. -- whorled marshpennywort, whorled marshpennywort, whorled pennyroyal
- Hydrocotyle vulgaris L.
- Hydrocotyle wilfordii
- Hydrocotyle wilsonii
- Hydrocotyle yanghuangensis (en)